# Батильда Ангальт-Дессауская
Батильда Амальгунда Ангальт-Дессауская (нем. Bathildis Amalgunde von Anhalt-Dessau; 29 декабря 1837, Дессау, Германский союз — 10 февраля 1902, Наход) — принцесса Ангальт-Дессауская, в браке принцесса Шаумбург-Липпская.

## Биография
Батильда — дочь принца Фридриха Августа Ангальт-Дессауского и ландграфини Марии Луизы Шарлотты Гессен-Кассельской. У неё были две сестры: Адельгейда Мария, в браке великая герцогиня Люксембурга, и Хильда Шарлотта.
В возрасте 24 лет принцесса сочеталась браком с принцем Вильгельмом Шаумбург-Липпским, сыном князя Георга Вильгельм Шаумбург-Липпского и Иды Вальдек-Пирмонтской. Свадьба прошла 30 мая 1862 года в Дессау. В семье родилось девять детей, выжило восемь:
- Шарлотта (1864—1946), замужем за королём Вильгельмом II Вюртембергским
- Франц (1865—1881)
- Фридрих (1868—1945), женат на датской принцессе Луизе, затем на Антуанетте Ангальтской
- Альбрехт (1869—1943), женат на Эльзе Вюртембергской, правнучке императора Николая I
- Максимилиан (1871—1904), женат на Ольге Вюртембергской, правнучке императора Николая I
- Батильда (1873—1962), замужем за Фридрихом Вальдек-Пирмонтским
- Аделаида (1875—1971), замужем за герцогом Эрнстом II Саксен-Альтенбургским
- Александра (1879—1949)